# Riverside South

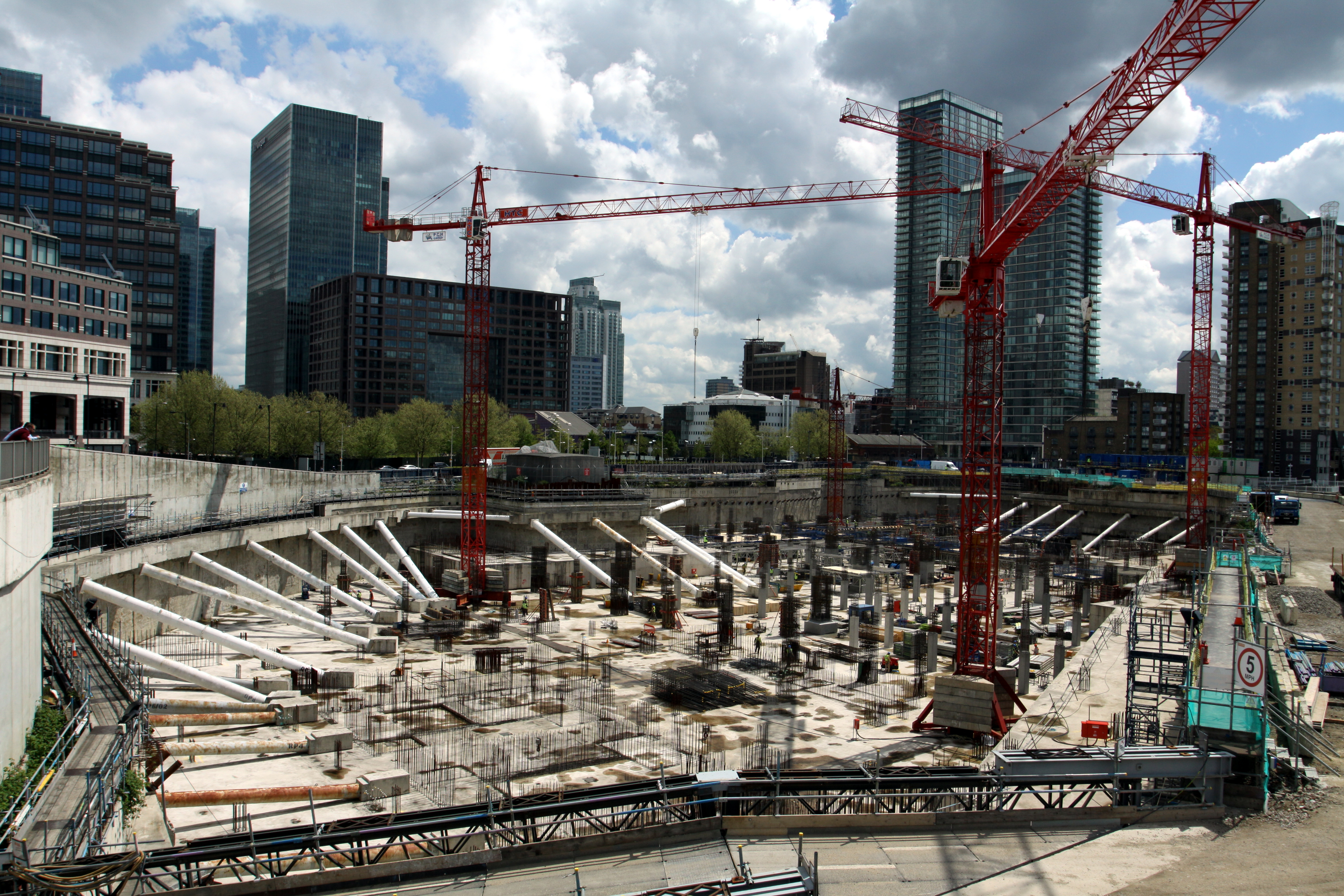
Plac budowy Riverside South w maju 2013

Riverside South – dwa wieżowce budowane we wschodnim Londynie w Wielkiej Brytanii, w kompleksie biurowym Canary Wharf. Według planów wyższy z budynków będzie mieć 236 metrów wysokości. 
Realizacja kompleksu jest obecnie wstrzymana. 